# Leopold e Loeb
Nathan Freudenthal Leopold Jr. (Chicago, 19 novembre 1904 – Porto Rico, 29 agosto 1971) e  
Richard Albert Loeb (Chicago, 11 giugno 1905 – Joliet, 28 gennaio 1936), noti come Leopold e Loeb, sono stati due criminali statunitensi, protagonisti del famigerato caso giudiziario dell'omicidio del quattordicenne Bobby Franks, che commisero il 21 maggio 1924.

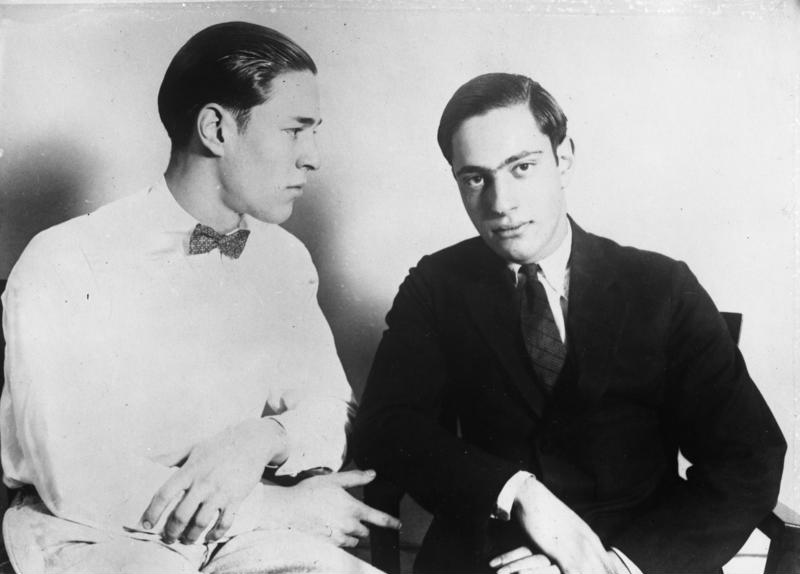
Loeb e Leopold

I due, ricchi studenti dell'Università di Chicago, motivarono l'atroce crimine con il desiderio di commettere il delitto perfetto. Ebbero come difensore il famoso avvocato Clarence Darrow, che li salvò dalla pena di morte ottenendo la condanna all'ergastolo.

## I protagonisti
Nathan Freudenthal Leopold Jr. nacque a Chicago da una agiata famiglia dell'alta borghesia. Bambino prodigio, sostenne di aver pronunciato le sue prime parole a 4 mesi. Il suo quoziente intellettivo stimato su scala Stanford-Binet era tra i 210 e i 220 punti. Trascorse l'infanzia affrontando una lunga serie di malattie, divenne poi un brillante studente, poliglotta, appassionato di ornitologia e affascinato da Nietzsche e dalla sua teoria del superomismo. Estremamente misogino, fu più volte umiliato dal padre, venendo costretto a frequentare un college femminile; dopo la morte della madre, il padre cercò di lenire il suo dolore con una cospicua somma di denaro. Fragile sia fisicamente che psicologicamente, Leopold era alla ricerca di una figura forte su cui fare affidamento e che potesse fargli da guida.
Richard A. Loeb, anch'egli nato a Chicago, apparteneva a una famiglia ricchissima: il padre era un avvocato ebreo divenuto in seguito vice presidente della catena di supermercati Sears. Cresciuto in una famiglia che non gli fece mancare l'affetto, fu educato a primeggiare tanto da terminare gli studi universitari all'età di diciotto anni. Brillante studente, con un quoziente d'intelligenza tra 160 e 168, anch'egli come Leopold ebbe alcuni problemi fisici, legati a vari tic e a una lieve balbuzie. La sua grande passione erano i criminali efferati, di cui sognava di emulare le gesta.
I due si conobbero nel 1919, quando Leopold aveva quindici anni e Loeb quattordici; erano accomunati dal disprezzo per le donne, che consideravano esseri intellettualmente inferiori. Leopold era omosessuale, anche se non riusciva ad accettarlo completamente, e nutriva per Loeb una forte attrazione e ammirazione, riconoscendo in lui la figura forte che cercava. Richard Loeb si rifiutava di avere rapporti sessuali con l'amico, ma gli permetteva brevi contatti a patto che l'amico gli giurasse estrema collaborazione e complicità nei suoi intenti criminali. I due si macchiarono di crimini, come furti e vandalismi, che servirono loro per spezzare la noia delle loro vite borghesi, fino alla pianificazione di quello che consideravano il piano perfetto.

## L'omicidio

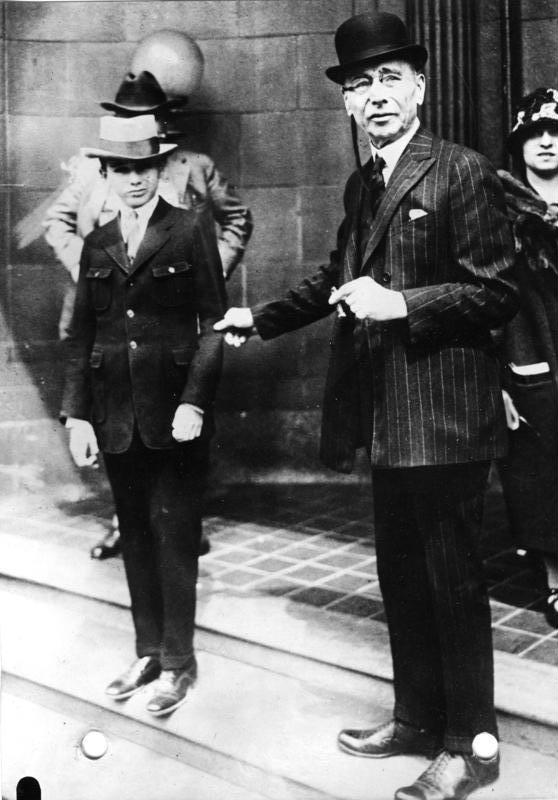
La vittima, Robert Franks, assieme al padre.

Il loro piano di realizzare il delitto perfetto consisteva nel rapire e uccidere una persona qualunque, per poi chiederne il riscatto. Leopold e Loeb, che all'epoca avevano diciannove e diciotto anni, studiarono per mesi ogni dettaglio del loro piano, affinché non fossero identificati e catturati. Rubarono la macchina da scrivere dall'università per scrivere la lettera di riscatto, noleggiarono una macchina, si procurarono corde e acido cloridrico per rendere irriconoscibile il cadavere. Mercoledì 21 maggio 1924 misero in atto il loro piano: si appostarono davanti a una scuola, vagliando vari candidati, fino a che scelsero il malcapitato Bobby Franks, quattordicenne figlio di un ricco proprietario di una fabbrica di scatole, nonché vicino di casa di Loeb e suo lontano cugino.

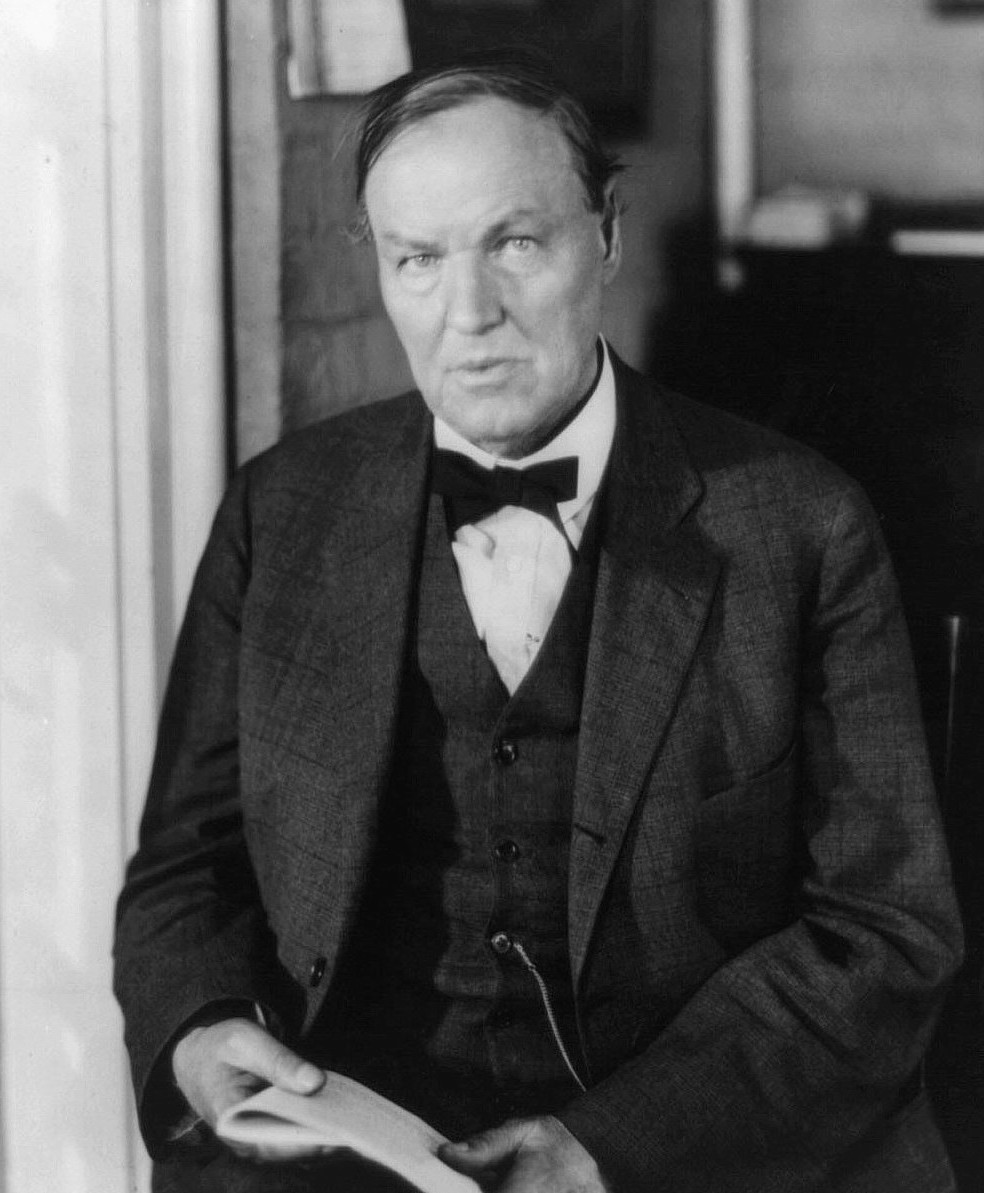
L'avvocato che li difese, Clarence Darrow.

I due fecero salire il ragazzo sulla loro automobile e gli sferrarono il primo colpo con uno scalpello; successivamente Leopold o Loeb gli spinsero una calza in bocca, e poco dopo Bobby Franks morì. Gli assassini coprirono il corpo e guidarono fino a un'area remota nell'Indiana, dove lo abbandonarono, non prima di averlo denudato degli abiti e averne cosparso il volto di acido cloridrico per renderne più difficoltosa l'identificazione. Infine lo gettarono in un canale sotterraneo.
Dopo aver pranzato a base di hot dog come se nulla fosse, i due tornarono a Chicago. Qui telefonarono ai genitori del ragazzo, per avvisarli che il figlio era stato vittima di un rapimento e inviarono alla famiglia Franks una lettera di estorsione. I due killer bruciarono i loro capi di abbigliamento macchiati di sangue e ripulirono la tappezzeria della macchina presa a nolo. Successivamente i due giovani passarono la serata giocando a carte. Prima che la famiglia Franks potesse pagare il riscatto, il cadavere del figlio fu ritrovato da Tony Minke, un immigrato polacco. Quando Leopold e Loeb appresero che il corpo era stato trovato, distrussero immediatamente la macchina da scrivere. Sul luogo del ritrovamento del cadavere fu rinvenuto un paio di occhiali. Gli occhiali, all'apparenza normali, avevano una particolare montatura. A Chicago solo tre persone avevano acquistato occhiali con quella particolarità, e una di queste era Nathan Leopold. Interrogato dalla polizia, Leopold disse di aver perso gli occhiali durante un'uscita di birdwatching.
Loeb mentì, fornendo un alibi a Leopold, ma una serie d'incongruenze tradì i due. Durante un interrogatorio il loro alibi fu smontato, e Loeb confessò, seguito ben presto da Leopold. Nonostante le confessioni dei due combaciassero, Leopold e Loeb iniziarono ad accusarsi a vicenda, rimbalzandosi la reale responsabilità dell'omicidio. La famiglia Loeb assunse il noto avvocato Clarence Darrow, noto per la sua opposizione alla pena capitale, per difendere i due giovani dalle accuse di omicidio e sequestro di persona. Dopo un lungo processo e un'altrettanto lunga arringa, Darrow riuscì a evitare la pena di morte ai suoi clienti. Nathan Leopold e Richard Loeb furono condannati all'ergastolo per omicidio e a 99 anni ciascuno per sequestro di persona.
Il delitto scosse l'opinione pubblica del periodo, per vari motivi: per l'efferatezza dell'omicidio, per lo status sociale dei due assassini, per la loro mancanza di rimorso e per la giovane età dei due, che avevano ucciso un innocente per tedio e per il puro gusto di farlo, credendo di possedere un'intelligenza talmente elevata da farla franca. La stampa dell'epoca lo definì "Il delitto del secolo".

## Il carcere

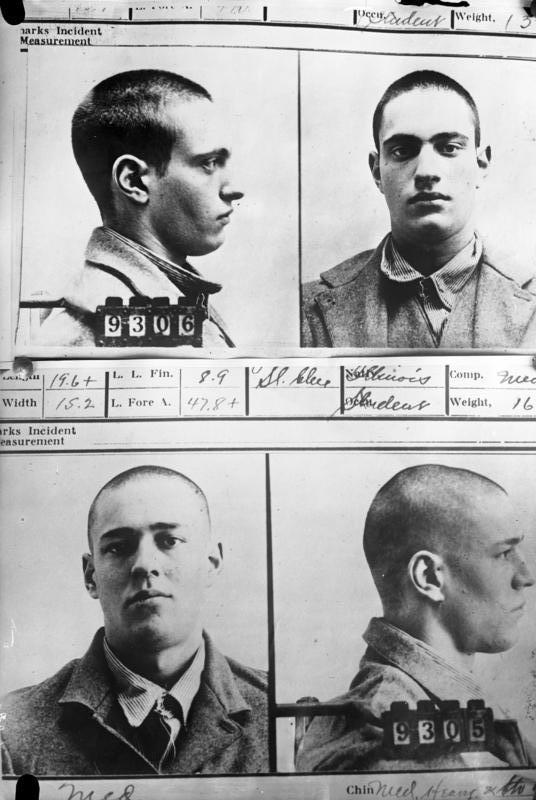
Foto segnaletiche di Leopold e Loeb.

Incarcerati alla Joliet Prison, Leopold e Loeb usarono la loro istruzione per insegnare in una scuola per detenuti.
Nel 1936 Richard Loeb fu attaccato dal suo compagno di cella, James Day, che lo ferì brutalmente con un rasoio a serramanico; Loeb in seguito morì per le ferite subite. Day sostenne di essersi difeso da un assalto sessuale, affermazione questa che in seguito le indagini avvalorarono, stabilendo che si era trattato di legittima difesa.
Andò meglio a Nathan Leopold, che nel 1958, dopo 33 anni di carcere, venne rilasciato sulla parola. Tornato in libertà si trasferì sull'isola di Porto Rico, per evitare l'attenzione dei media; lì scrisse un'autobiografia e si sposò. Morì il 30 agosto del 1971, all'età di 66 anni, per un attacco di cuore.

## Impatto nella cultura di massa
- Il caso di Leopold e Loeb è stato fonte di ispirazione per molte opere teatrali e cinematografiche: nel 1929 Patrick Hamilton scrisse il dramma teatrale Rope, che ispirò a sua volta il film Nodo alla gola (1948), diretto da Alfred Hitchcock.
- Nel 1956 Meyer Levin rivisitò il caso nel suo romanzo Compulsion, che tre anni più tardi fu adattato per il grande schermo nel film Frenesia del delitto (1959), diretto da Richard Fleischer e interpretato da Orson Welles.
- Altre opere cinematografiche si ispirarono al caso: Tom Kalin diresse il film a tematica gay Swoon; Michael Haneke realizzò nel 1997 Funny Games e il suo remake shot-for-shot (2007), dove due giovani benestanti terrorizzano - senza un apparente motivo - una tranquilla famiglia.
- Nel 2002 Barbet Schroeder diresse Formula per un delitto, in cui due giovani viziati e narcisisti sono convinti di poter attuare il delitto perfetto. Nel cast figurano il premio Oscar Sandra Bullock, nel ruolo della detective affidata al caso, e Ryan Gosling e Michael Pitt nel ruolo dei due assassini.
- Nell'episodio Padri e figli della serie HBO I Soprano, Tony Soprano cita Leopold e Loeb in un'accesa discussione con la dottoressa Melfi, relativamente al tema dell'influenza ambientale sui comportamenti criminali.
- Anche nell'episodio Inferno sulla terra della serie Numb3rs, Megan Reeves cita l'assassinio del secolo di Leopold e Loeb per paragonare i caratteri di due incendiari a quelli dei giovani assassini.
- Leopold e Loeb vengono menzionati nell'episodio Piano ed esecuzione della serie AMC Better Call Saul, in cui Howard Hamlin associa ai due assassini i suoi ex colleghi Jimmy McGill e Kim Wexler, coinvolti in una serie di azioni illegali mirate a danneggiare la sua reputazione.
- Il rapporto tra i due protagonisti della terza stagione del 2020 della serie televisiva antologica The Sinner, Jamie Burns (Matt Bomer) e Nick Haas (Chris Messina), ricorda molto da vicino la reciproca influenza di Leopold e Leob.[9]